# Гильоти, Марио
Ма́рио Ома́р Гильо́ти Гонса́лес (исп. Mario Omar Guilloti González; 20 мая 1946, Чакабуко — 24 августа 2021) — аргентинский боксёр первой средней весовой категории. В конце 1960-х годов выступал за сборную Аргентины: бронзовый призёр летних Олимпийских игр в Мехико, обладатель серебряной медали Панамериканских игр, участник многих международных турниров и национальных первенств. В период 1969—1983 боксировал на профессиональном уровне, но без особых достижений.

## Биография
Марио Гильоти родился 20 мая 1946 года в городе Чакабуко, провинция Буэнос-Айрес. Первого серьёзного успеха на ринге добился в 1967 году, когда в первом среднем весе завоевал серебряную медаль на Панамериканских играх в Виннипеге. Благодаря череде удачных выступлений удостоился права защищать честь страны на летних Олимпийских играх 1968 года в Мехико — сумел дойти здесь до стадии полуфиналов, после чего единогласным решением судей проиграл камерунцу Жозефу Бессала.
Получив бронзовую олимпийскую медаль, Гильоти решил попробовать себя среди профессионалов. Его профессиональный дебют состоялся уже в марте 1969 года, своего первого соперника он победил досрочно в четвёртом раунде. Более десяти лет он активно выходил на ринг, выиграл множество поединков, однако в матчах за мировые титулы не участвовал (единственный выигранный им пояс — пояс чемпиона Аргентины в первой средней весовой категории). Победы у Марио Гильоти регулярно чередовались с поражениями, поэтому в последние годы он зарекомендовал себя крепким джорнименом. Завершил карьеру спортсмена в конце 1983 года. Всего в профессиональном боксе провёл 102 боя, из них 73 окончил победой, 20 раз проиграл, в девяти случаях была зафиксирована ничья.